# Fußball ist unser Leben (Lied)
Fußball ist unser Leben ist ein WM-Lied der deutschen Fußballnationalmannschaft, das 1973 im Vorfeld der Fußball-Weltmeisterschaft 1974 von Jack White komponiert und produziert und von den damals aktuellen Spielern der A-Nationalmannschaft des Deutschen Fußball-Bundes eingesungen wurde.

## Hintergrund
Die Fußball-Weltmeisterschaft 1974 fand in der Bundesrepublik Deutschland statt. Im Vorfeld hatte die bei der Fußball-Europameisterschaft 1972 siegreiche deutsche Mannschaft einen neuen Höhepunkt ihrer Popularität in Deutschland erreicht. Musikalisch hatte 1973 der Deutsche Schlager eine Blütezeit; Fußball und Schlager profitierten von der flächendeckenden Verbreitung von Fernsehgeräten in den Haushalten der Bundesrepublik seit Ende der 1960er Jahre und einschlägiger Fernsehsendungen.

## Album
White produzierte ein Album mit dem Titel Fußball ist unser Leben, das neben dem Titellied weitere elf Lieder enthielt, bei denen es sich vom Stil her um zeitgenössische Schlager und teils volkstümliche Melodien handelte. Die Langspielplatte wurde von Polydor 1973 veröffentlicht und enthielt die folgenden Titel:
A-Seite:
1. Fußball ist unser Leben (3:45)
2. Komm, gib mir deine Hand (2:48)
3. Auf der ganzen Welt sind wir zu Haus (3:04)
4. Ich fang für euch den Sonnenschein (3:25)
5. Mohikana Shalali (Instrumental, 4:20)
6. …und in der Heimat (3:00)

B-Seite:
1. Ich bring dir heut’ ein Ständchen (3:28)
2. Blau blüht der Enzian (3:50)
3. Olala l’amour (3:26)
4. Frohsinn und Gemütlichkeit (2:50)
5. Zeig mir den Platz an der Sonne (Instrumental, 3:53)
6. Schöne Maid (3:00)

Zur Fußball-Weltmeisterschaft 2006 wurde das Album auf CD neu veröffentlicht.

## Gesang
Es sang der 1973er Kader der deutschen Nationalmannschaft. Zu hören sind unter anderem: Bernhard Cullmann, Hans-Hubert Vogts, Erwin Kremers, Franz Beckenbauer, Gerd Müller, Georg Schwarzenbeck, Heinz Flohe, Helmut Schön (Trainer), Herbert Wimmer, Horst-Dieter Höttges, Horst Köppel, Jupp Heynckes, Jürgen Grabowski, Klaus Wunder, Paul Breitner, Sepp Maier, Uli Hoeneß, Wolfgang Kleff und Wolfgang Overath.
Die meisten der Spieler hatten keinerlei Gesangserfahrung, einzig Franz Beckenbauer hatte sich bereits 1966 mit der Veröffentlichung Gute Freunde kann niemand trennen in den Musikcharts platziert.

## Singleauskopplungen
Das Titellied Fußball ist unser Leben erschien 1973 gleichzeitig mit dem Album als 7″-Vinyl-Single. Es handelt davon, dass der Fußball das Leben der Spieler im positiven Sinne dominiert und Fußball die wichtigste Sache der Welt sei. Bekannt wurde in diesem Zusammenhang die Textzeile „König Fußball regiert die Welt“. Das Lied wurde, wie von den Produzenten und vom DFB beabsichtigt, zur Hymne der Fußball-WM 1974 und des Titelgewinns. Bis heute wird es im Umfeld von Fußballereignissen gespielt und rezipiert.
Neben Fußball ist unser Leben wurde auch Frohsinn und Gemütlichkeit als Single veröffentlicht, genießt aber bei Weitem weniger Bekanntheit und Kultstatus als dieses.

## Weitere Veröffentlichungen der deutschen Nationalelf
Nach dem Erfolg von Fußball ist unser Leben wurde es eine bis zur Fußball-Weltmeisterschaft 1994 beibehaltene Tradition, dass die jeweilige Mannschaft vor WM-Turnieren ein Musikalbum aufnahm und ein „WM-Lied“ veröffentlichte.
Auch die Nationalmannschaft des DFV der DDR nahm 1974 anlässlich der einzigen WM-Teilnahme des Landes die Fußball-Hymne Ja, der Fußball ist rund wie die Welt gemeinsam mit dem Schlagersänger Frank Schöbel auf.